# Parabioza
Parabioza (gr. pará 'poza (czym); (tuż) obok; mimo' i bios 'życie') – u owadów społecznych korzystanie z tego samego gniazda, a czasami nawet z tych samych śladów zapachowych, przez kolonie różnych gatunków, które jednakże trzymają osobno swe potomstwo.